# کوندلاهالی
کوندلاهالی (به انگلیسی: Kondlahalli) یک روستا در هند است که در کارناتاکا واقع شده‌است.

## جمعیت شناسی
در سرشماری سال ۲۰۱۴ هند، جمعیت کوندلاهالی ۱۰۱۲۵ با ۵۱۰۰ مرد و ۵۰۲۵ زن بوده است.